# 大衛·海德·皮爾斯
大衛·海德·皮爾斯（英語：David Hyde Pierce，1959年4月3日—）是美國的一位演員和喜劇演員。他最著名的作品是在NBC情景喜劇歡樂一家親中飾演主角Frasier Crane的弟弟Dr. Niles Crane，這個角色為他在1995、1998、1999及2004年共四次獲得黃金時段艾美獎最佳喜劇類男配角獎。皮爾斯畢業於耶魯大學。